# Cezanjevci
Cezanjevci so naselje v Občini Ljutomer.
Mekotnjak, Stara Cesta, Desnjak in Cezanjevci so po zgodovinskih, prostorskih in političnih razmerah že od nekdaj povezana. Vsa se nahajajo v občini Ljutomer, delijo si skupno pokopališče, šolo in nekatere zgodovinske dogodke. Stara Cesta in Mekotnjak imata tudi skupen gasilski dom in sta z Desnjak-om v isti krajevni skupnosti. V kraju se nahaja šola.